# NGC 2525
NGC 2525 è una galassia a spirale barrata situata nella costellazione della Poppa, a una distanza di circa 50 milioni di anni luce dalla nostra Via Lattea.

## Scoperta
La galassia è stata scoperta il 23 febbraio 1791 dall'astronomo britannico di origine tedesca William Herschel.

## Descrizione
NGC 2525 ha una classe di luminosità III e presenta una larga riga a 21 cm dell'idrogeno neutro. Nella galassia sono presenti anche regioni di idrogeno ionizzato.
Nella banda K dell'infrarosso, NGC 2525 presenta una barra centrale di 25 arcosecondi con una ellitticità massima di 0,69. L'angolo di posizione della barra è di 81°.
La luminosità di NGC 2525 nell'infrarosso lontano (da 40 a 400 µm) è uguale a 1,07 x 1010 {\displaystyle L_{\odot }} (1010,03 {\displaystyle L_{\odot }}), mentre la sua luminosità totale nell'infrarosso (da 8 a 1000 µm) è di 1,45 x 1010 {\displaystyle L_{\odot }} (1010,16 {\displaystyle L_{\odot }}).

## Supernova
Il 15 gennaio 2028, a Yamagata in Giappone all'interno di NGC 2525 è stata scoperta la supernova SN 2018gv dall'astronomo giapponese Kōichi Itagaki. La supernova è stata classificata di tipo Ia.
Pochi giorni dopo la scoperta, nel febbraio 2018 il Telescopio spaziale Hubble ha puntato la sua strumentazione su SN 2018gv. Le osservazioni hanno permesso di ottenere un video che mostra la diminuzione di luminosità della supernova.